# 十時半睡事件帖 (テレビドラマ)
『十時半睡事件帖』（とどきはんすいじけんちょう）は、1994年9月16日から1995年3月17日までNHK総合の「金曜時代劇」で放送されたテレビドラマである。全23回。
放送開始時、主演の島田正吾は88歳9か月であり、日本のテレビドラマ主演俳優の最高齢記録を樹立。この記録は現在も破られていない。前年に島田が出演した連続テレビ小説『ひらり』と同スタッフで製作された。『ひらり』人気から島田の知名度は当時若年層まで拡大したことも手伝い、大御所ベテラン俳優の挑戦と前評判も良く、人気ドラマとなった。第1回では放送終了後に島田がスーツ姿でご挨拶として登場し、その抱負を述べた。
島田は本作品の演技に対し、第32回ギャラクシー賞・テレビ部門個人賞を受賞している。

## スタッフ
- 原作：白石一郎「十時半睡事件帖」より
- 脚本：金子成人、杉山義法、斉藤樹実子
- 音楽：桑原研郎

## 出演
- 十時半睡：島田正吾
- 多喜：池内淳子
- 松原藤十郎：河原崎長一郎
- 八助：坊屋三郎
- 竹田新之助：内野聖陽
- 絹：羽野晶紀
- 寺田勘右衛門：伊藤高
- 中原伊三郎：長野克弘
- 大野忠助：松村明
- 寅吉：魁三太郎

ほか
- 最終話ゲスト
- 浅井星光
- 吉原千鶴子

## サブタイトル
- 第1話「丁半ざむらい」
- 第2話「逃げる女」
- 第3話「刀」
- 第4話「鉋ざむらい」
- 第5話「妖しい月」小川範子（はる）、山崎銀之丞（大西平三郎）、利重剛（柿谷一馬）、渡辺哲（上村武右衛門）、西村淳二（上村弥兵衛）
- 第6話「合わせて一つ」伊藤美奈子（妙）
- 第7話「人形妻」近藤洋介（下坂帯刀）、中村栄美子（つる）、白鳥哲（立花又四郎）、平崎晶子（志津）、岩城菜里（美代）
- 第8話「走る男」渡辺いっけい（力石勝八郎）、長門勇（山水堂 仙兵衛）、楠トシエ（のぶ）、戸川京子（まち）
- 第9話「人まね鳥」渡辺徹（松尾安兵衛）、石井苗子（松尾安兵衛の妻 ゆり）、三谷昇（竹田良通）、新井康弘（市村喜左衛門）、白石亮（百合之助）、大林丈史（矢島蔵人）、山口杏子（ちづ）、監物房子（たえ）、盛哲也（長太郎）
- 第10話「奉行たちの宴」森山潤久（富田市兵衛）、あき竹城（加代）、奈美悦子（ひさご屋 女将）、鈴木正幸（筑前屋五兵衛）、田内裕子（菜保）、湯本真弓（お品）
- 第11話「観音妖女」日下武史（花房武左衛門）、長谷川真弓（珠）、大森嘉之（桐山辰之助）、左奈田恒夫（重松帯刀）、小池榮（肥後屋文吉）、下元史朗（長崎屋喜兵衛）
- 第12話「千本旗」大河内浩（古田八太夫）、清水由貴子（くに）、津村鷹志（田畑）、石井洋祐（木村）、久保晶（組頭）、小池幸次（神主）、遠山俊也（石本）、速川明子（光）、赤城太郎（居酒屋の親父）
- 第13話「閉門志願」有馬自由（南里彦四郎）、弥生みつき（多摩）、高土新太郎（武田金兵衛）、秋間登（佐々木又一郎）、宮北由季（遊女・千歌）、山崎聡弘（加山新吾）、田村智明（間崎弥之助）
- 第14話「庖丁ざむらい」壌晴彦（伊丹市之進）、田島令子（八重）、睦五朗（貝原修理）、市原清彦（野村外記）、渡辺寛二（辰次）、真実一路（柴田清九郎）、田嶋基吉（村上又次郎）、大塩武（戸田右馬助）
- 第15話「楽しい男」中村扇雀（西原左膳）、梅津栄（西原監物）、高取茉南（美代）、白川和子（ちか）、いとう加奈子（石）、長坂しほり（藤）、
- 第16話「女たらし」鍵本景子（玉）、朝倉圭矢（桂文吾）、嘉手納真夕（町）、信太昌之（奥野）、伊藤高（寺田勘右衛門）、長野克弘（中原伊三郎）、松村明（大野忠助）、関時男（井筒屋 番頭）、忍竜（下男）、浅海敬（留）、松本元（八）、板川光（政）、金浜政武（武）
- 第17話「さむらい志願」
- 第18話「犬を飼う武士」毒蝮三太夫（梶山又右衛門）、伊藤榮子（たね）、岡本信人（角右衛門）、深水三章（吉田杢兵衛）、本間憲（吉田杢助）、神谷けいこ（ふじ）、早川純一（垣内平右衛門）、崎山凛（垣内平八郎）、曽川留三子（りく）、華村りこ（たか）、花ヶ前浩一（梶山又五郎）、塚田美津代（清）、ためもとまゆみ（光）、麻田かおり、鳥羽美音子
- 第19話「勘当むすこ」杉本哲太（笹川長七郎）、松田美由紀（ゆみ）、菊地優見（ゆみの娘・きち）、佐々木すみ江（まつ）、小倉一郎（坂口大学）、大杉漣（高田軍兵衛）、丹古母鬼馬二（辰三）、逗子とんぼ（林田彦兵衛）、清水大敬（筑後屋平右衛門）、益富信孝（市村）、高橋明（文冶）、大久保了（山口）、田口浩正（大石）、徳田優
- 第20話「鴫と蛤は猟師がとる」内藤武敏（古仙堂吉兵衛）、小松方正（立花平左衛門）、頭師孝雄（嶋田重太夫）、山本紀彦（貝原孫一郎）、志水希梨子（奈美）、大鷹明良（浪人）、江良潤（武士）、松崎洋二（武士）
- 第21話「島定番」山口粧太（鶴田小金吾）、磯部弘（竹林左司馬）、伊吹聰太朗（島長・伝兵衛）、杉山亜矢子（浪江）、若林久弥（高木市助）、芽野佐智子（さえ）、藤東勤（足軽）、新地雅之（足軽）、新井一典（源十郎）
- 第22話「奇妙な仇討ち」江藤潤（八郎兵衛）、森川章玄（香西権九郎）、神津はづき（きち）、尾上松也（矢野彦六）、康すおん（矢野又平）、真弓田一夫（親戚の老人）、武野功雄（亀造）、和田周（岡田久兵衛）、熊谷俊哉（辰吉）、神たかし（喜平太）、桐山浩一（林田三郎兵衛）
- 第23話「老乃夢恋道行」八名信夫（鈴木）、安藤一夫（鈴木角之進）、吉宮君子（律）、立原ちえみ（冴）、浅井星光（弓）、吉原千鶴子（れん）、松本光剛（鈴木家の使用人）、檀上花子（鈴木家の使用人）、音羽久米子（産婆）、長谷川亜美（長女）、海宝茜（次女）、中島友美（三女）